# SEAT Arosa

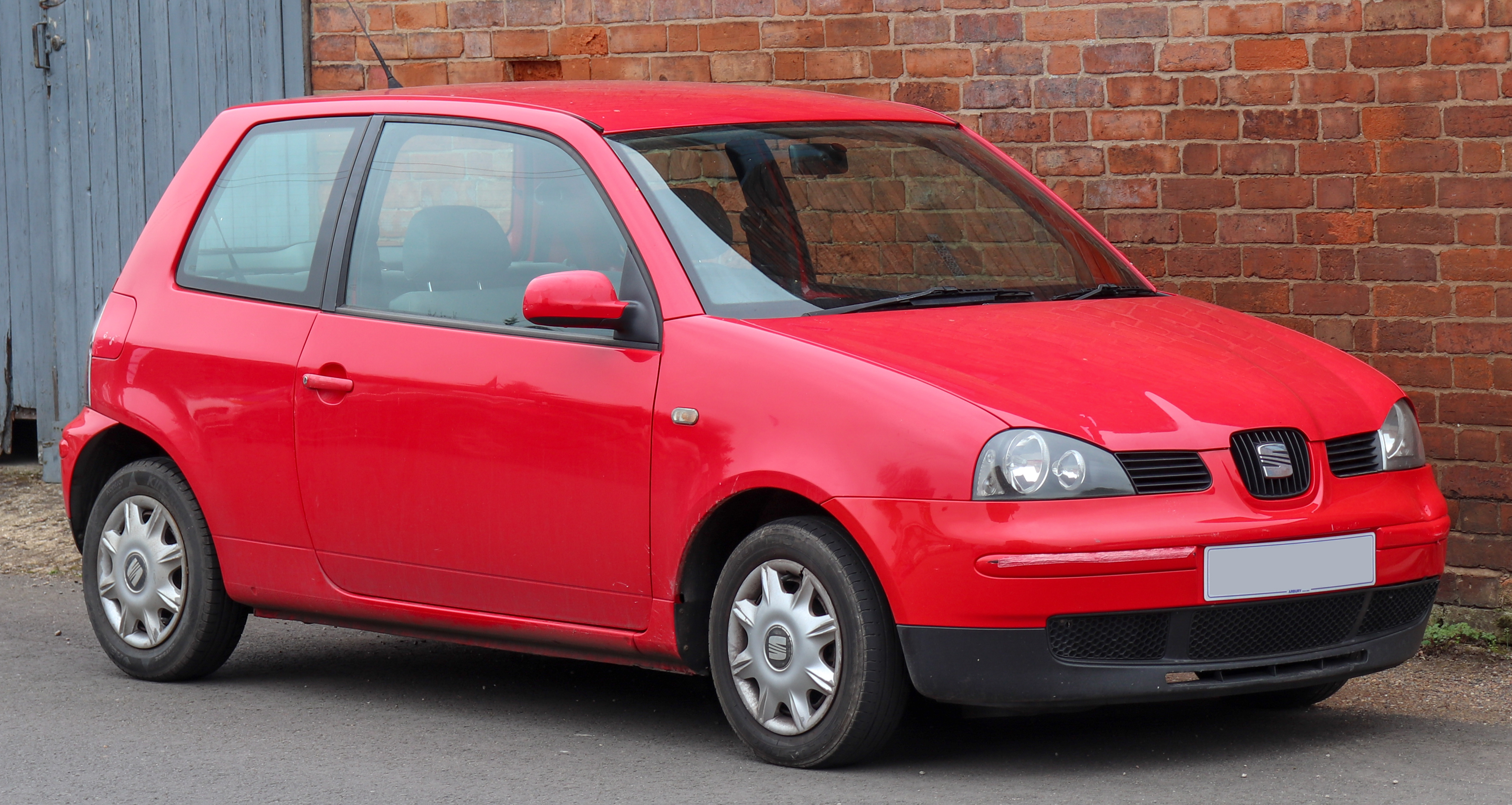
SEAT Arosa (2000—2011)

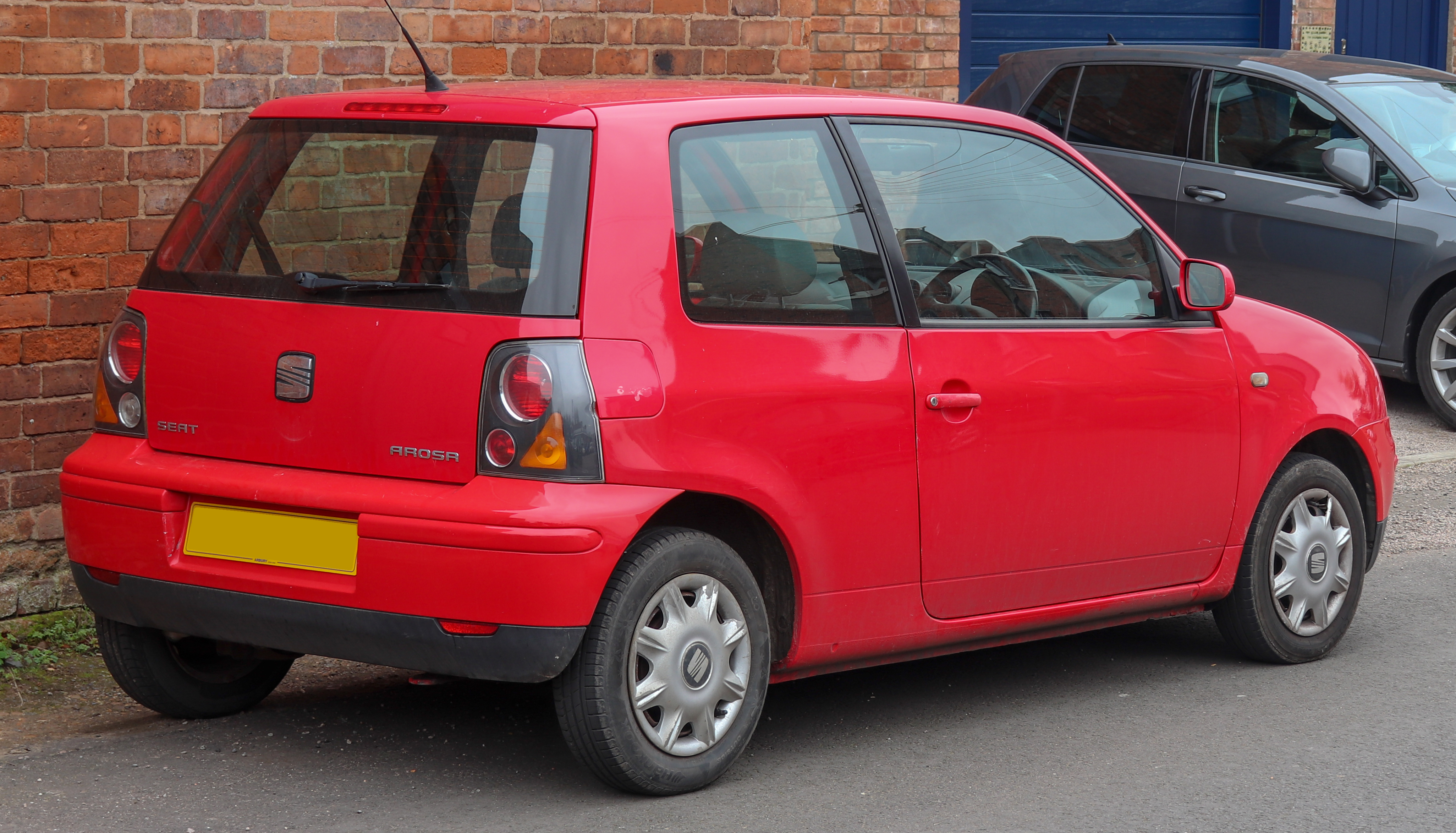

SEAT Arosa (укр. СЕАТ Ароса) — міський автомобіль іспанської компанії SEAT. Автомобіль дебютував у березні 1997 року на Женевському автосалоні. Рестайлінгова версія була представлена в квітні 2000 року на автосалоні в Парижі і випускалася до 2004 року. Автомобіль технічно ідентичний з моделлю Volkswagen Lupo.

## Двигуни
- 1.0 L I4
- 1.4 L I4
- 1.4 L I4 16v
- 1.2 L I3 TDI
- 1.4 L I3 TDI
- 1.7 L I4 SDI